# Offline beschikbaar
Offline beschikbaar is een lied van de Nederlandse popgroep Bankzitters. Het werd in 2023 als single uitgebracht.

## Achtergrond
Offline beschikbaar is geschreven door Koen van Heest, Matthyas het Lam, Robbie van de Graaf, Milo ter Reegen en Raoul de Graaf en geproduceerd door Russo. Het is een nummer dat past in de genres nederpop en teen pop. In het lied zingen de artiesten over hoe zij hun telefoon op offline zetten als zij met hun geliefde zijn en dus de volle aandacht naar haar gaat. De titel is een woordspeling met de "Offline beschikbaar"-functie op muziekplatform Spotify en de eerder omschreven betekenis van het lied.
Met het nummer wisten de Bankzitter is januari 2024 een Zapp Award te winnen in de categorie Beste Track.

## Hitnoteringen
De muziekgroep had succes met het lied in de hitlijsten van Nederland. Het kwam tot 38e plaats van de Nederlandse Single Top 100 in de twee weken dat het in deze hitlijst te vinden was. De Nederlandse Top 40 werd niet bereikt; het kwam hier tot de twintigste plek van de Tipparade.